# Doxocopa bertila
Doxocopa bertila är en fjärilsart som beskrevs av Hans Fruhstorfer 1907. Doxocopa bertila ingår i släktet Doxocopa och familjen praktfjärilar. Inga underarter finns listade i Catalogue of Life.